# Вилла Эдварда Хербста
Вилла Эдварда Хербста («Музей-дворец Хербста») — вилла в Лодзи, построенная, вероятнее всего, по проекту Хилари Маевского в 1875—1877 годах в стиле неоренессанса. Тут жила Матильда Шейблер (старшая дочь Карла Шейблера) со своим мужем Эдвардом Хербстом.

## История

### 1875—1945
Вилла была построена на пересечении нынешних улиц бискупа Тымницкого (Tymienieckiego) и Прядильной (Przędzalniana). В непосредственной близости находилась фабрика и резиденция рабочих на Ксенжим Млыне. Здание виллы двухэтажное, в стиле неоренессанса, почти квадратной формы; крыша шатровая с бельведером. В 1877 году с восточной стороны виллы был добавлен бальный зал, а с северной — прямоугольный флигель с боковыми крыльями. Второй флигель, в котором находится конюшня и каретный двор был построен в 1893 году. Его спроектировал другой лодзинским архитектор — Адольф Зелигсон.
Семья Хербста владела виллой до конца 1941 года. Сам Эдвард Хербст и Матильда переехали в Сопот в 1919 году, после них в лодзинской вилле жил их сын Леон (1880—1942) с женой Александрой (1889—1970), которые в конце 1941 переехали в Вену. Все предметы интерьера они перевезли с собой. Леон не дожил до конца войны и умер бездетным. После его смерти Александра вернулась в Лодзь, а затем переехала в Берлин, информации о её дальнейшей жизни не имеется. В октябре 2013 произошло её символическое «возвращение» на виллу в виде портрета немецкого импрессиониста Фрица фон Кампта, который обнаружили в одной из лодзинских частных коллекций.

### 1946—1989

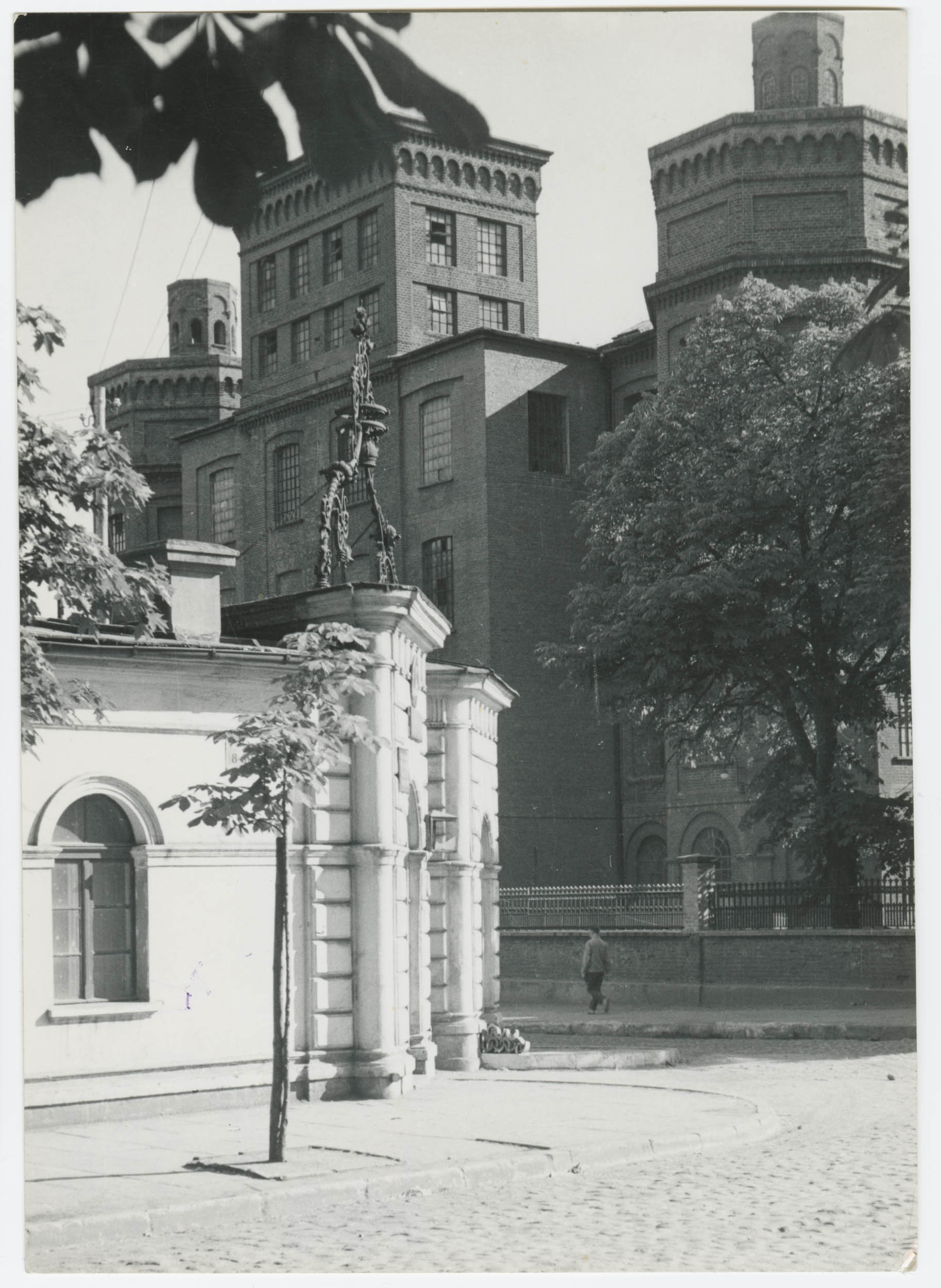
Архивное фото Игнацыя Плажевского: Вид на виллу Э. Хербста со стороны улицы 8 Марта, первая половина XX века

После Второй мировой войны для здания нашлось несколько применений. В 1940-х и 1950-х годах в вилле работал Центр подготовки персонала для детских яслей, затем детский сад и кооператив по производству рождественских шаров. Все эти организации, но особенно кооператив, довели здание почти до полного разорения.
С мая 1950 года по май 1953 года в здании устроили склад спортивного инвентаря Секции водных видов спорта Морской лиги Лодзи и спортивного клуба Unia. Сначала пристань для яхт находилась на берегу рядом с дворцом, затем была расширена и перенесена на противоположную сторону реки Ясень, а после и вовсе выведена за на Стефанские пруды в Руде Пабяницкой.

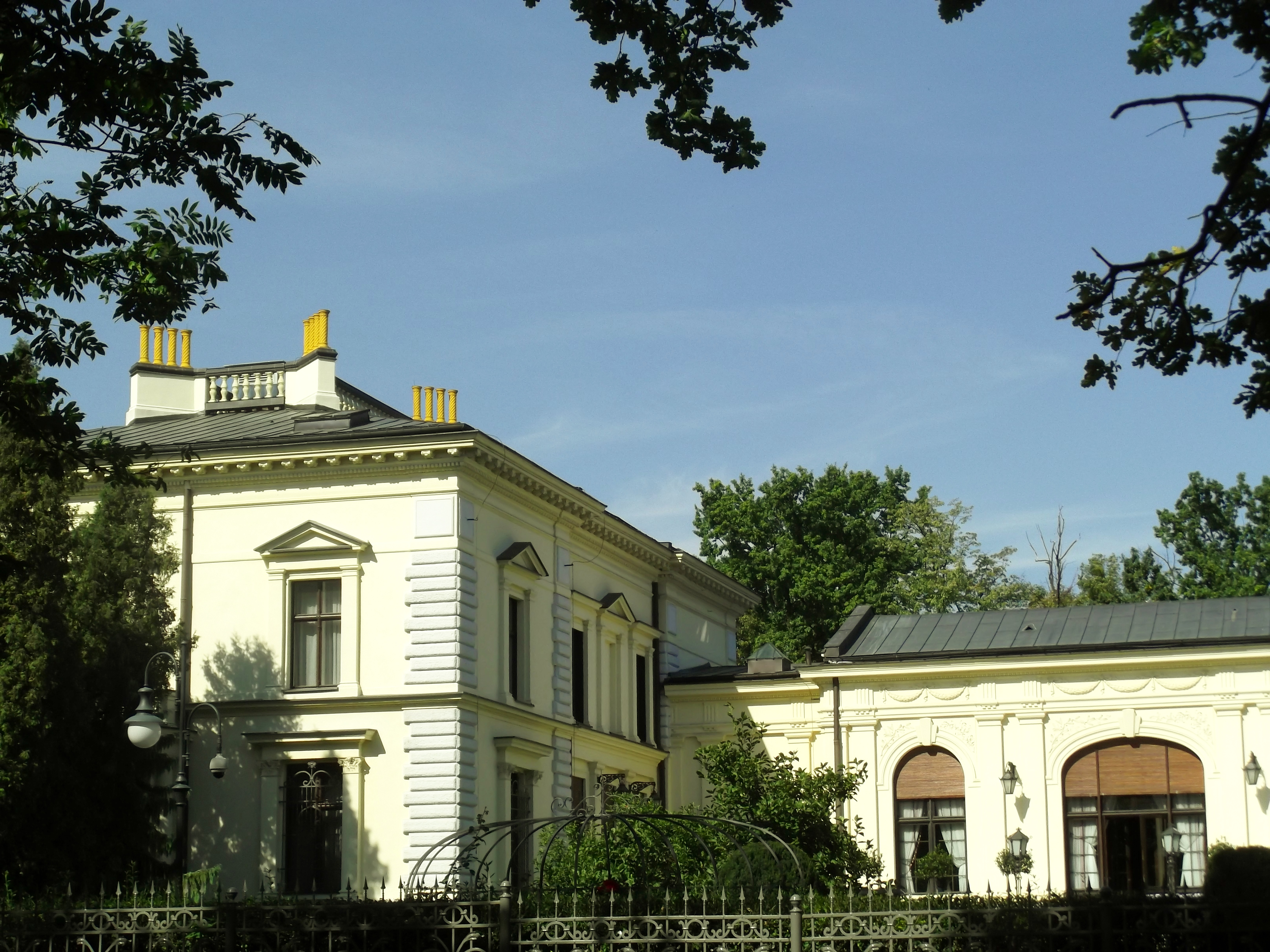
Вилла Эдварда Хербста, современный вид

В 1976 году виллу получил в пользование Музей искусств в Лодзи, в 1980-х была произведена тщательная реконструкция здания. Была открыта экспозиция, которая представляет жилые интерьеры лодзинской индустриальной элиты.

### С 1990-х

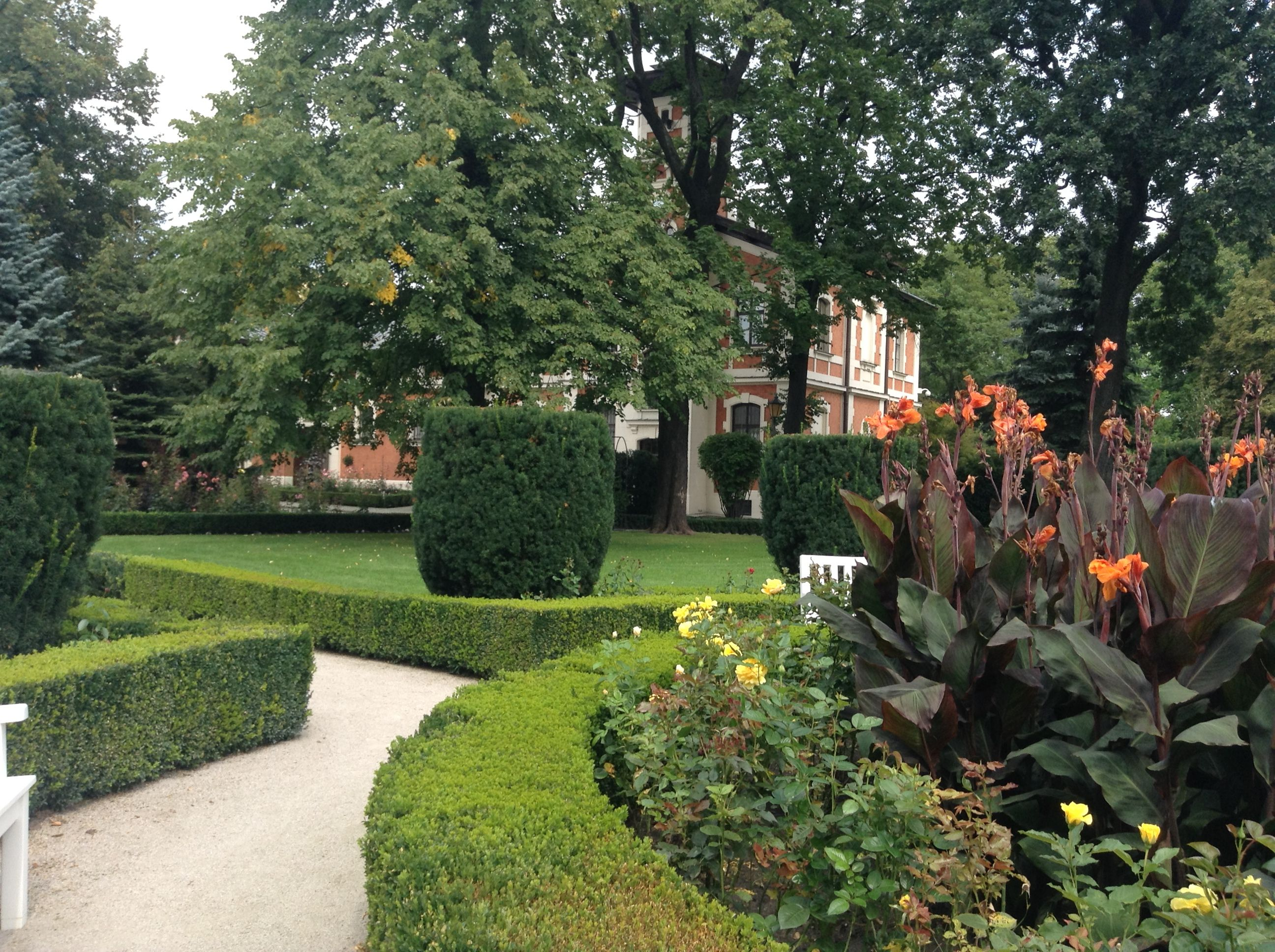
Открытый сад дворца Хербста

За восстановление резиденции семьи Хербста музей искусств в Лодзи был награждён медалью Europa Nostra в 1990 году. В апреле 2012 года была открыта Галерея Старого Искусства. Она находится в новом выставочном пространстве, которое организовано в бывшем каретном сарае. Тут можно полюбоваться произведениями польской и европейской живописи.
20 сентября 2013 года вилла Хербстов снова открыла свои двери после капитального ремонта, который длился почти два года. В ходе реконструкции были предприняты попытки максимально восстановить первоначальный вид дворца на основе множества архивных материалов. Помимо всего прочего, был реконструирован внутренний зимний сад (пальмовая вилла). Открытый сад рядом с виллой также был восстановлен. После реконструкции в 2013 году Музейный блок получил официальное название «Muzeum Pałac Herbsta» («Музей-дворец Хербста»).

## Галерея

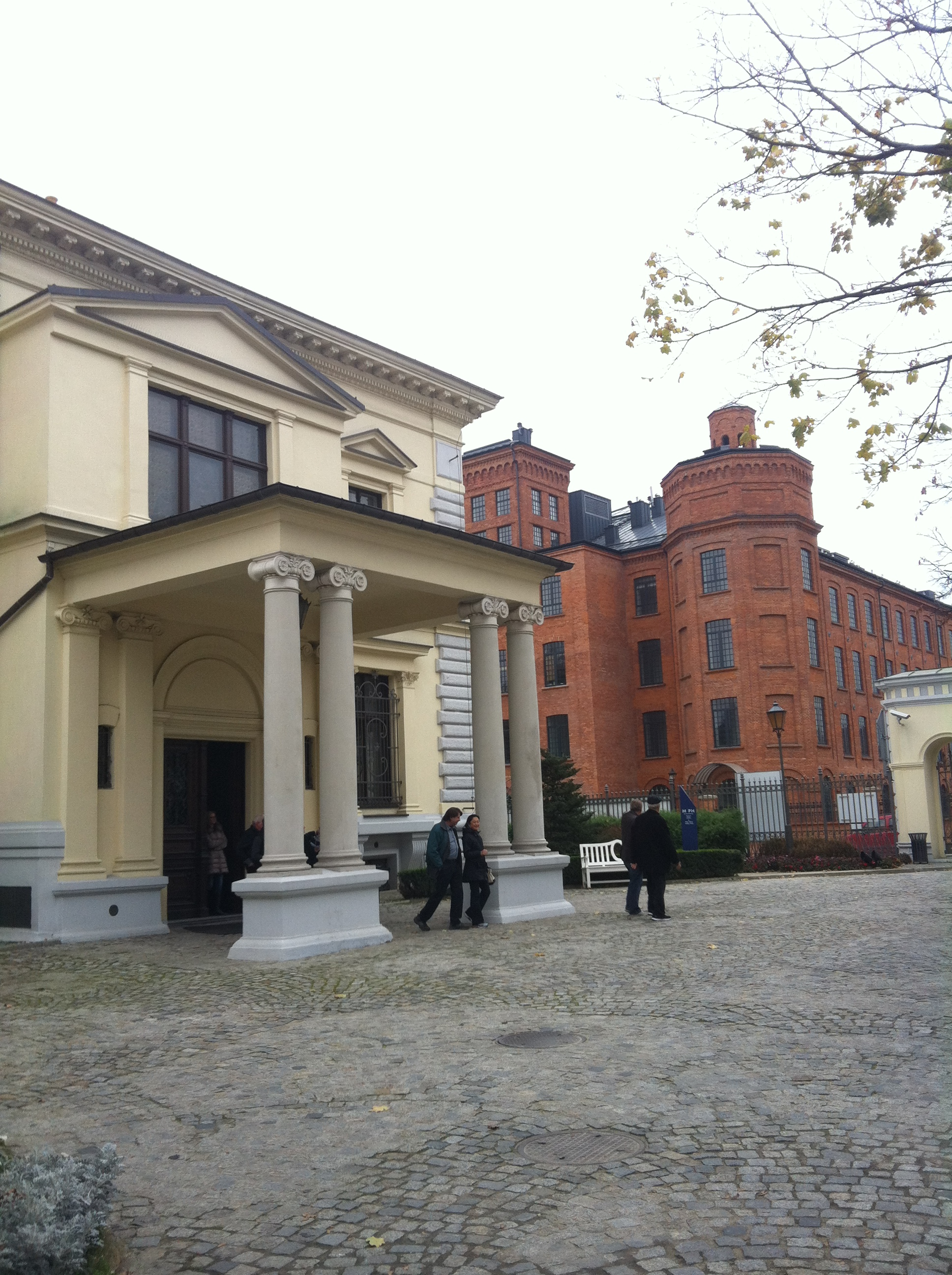
Вилла Хербст в Лодзи (2014) - Польша; Главный вход с четырехколонным портиком
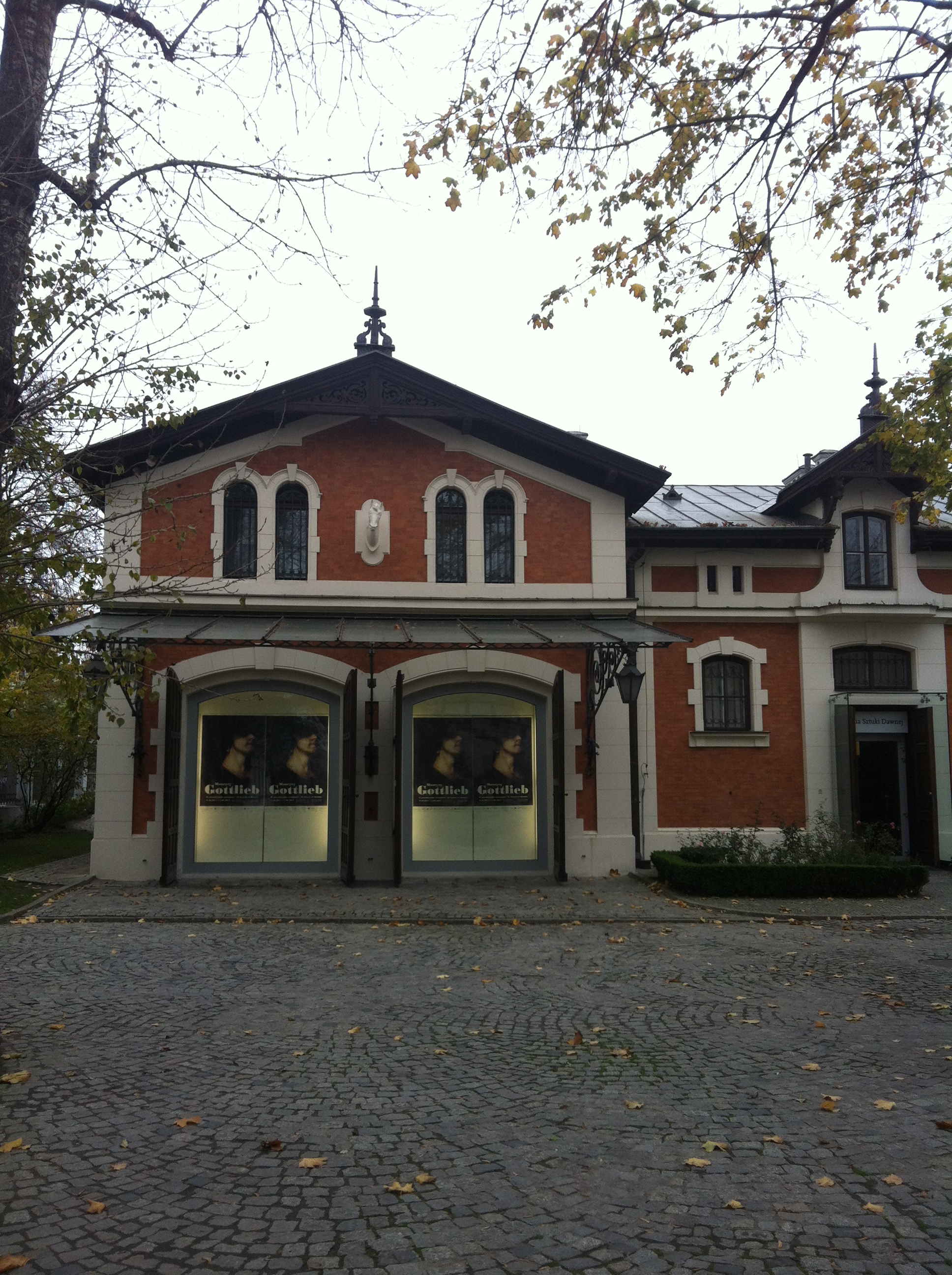
Вилла Хербст в Лодзи (2014) - флигель, каретный двор
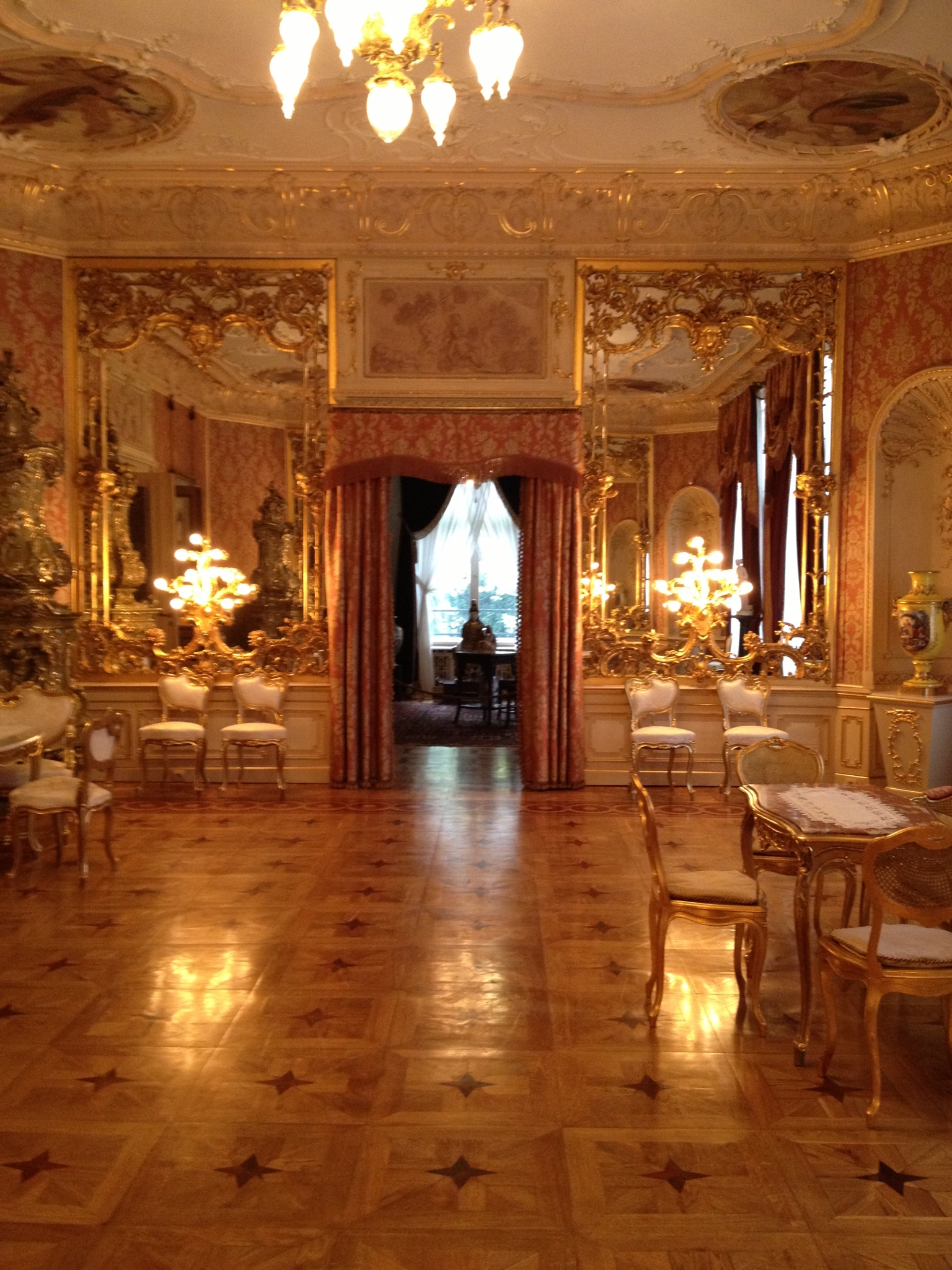
Вилла Хербст (2014) - интерьер одной из комнат
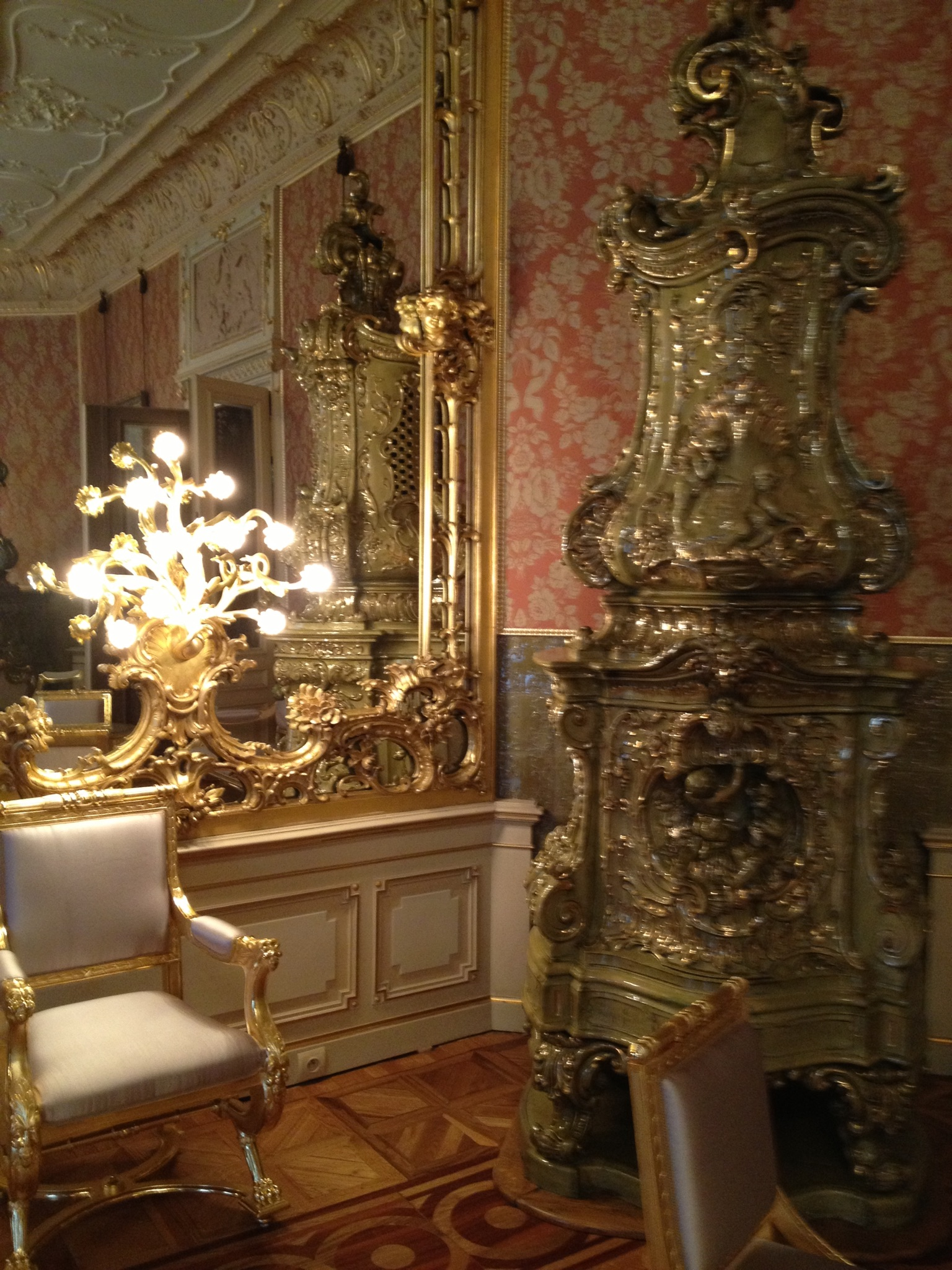
Вилла Хербст (2014) - интерьер одной из комнат с изразцовой печью
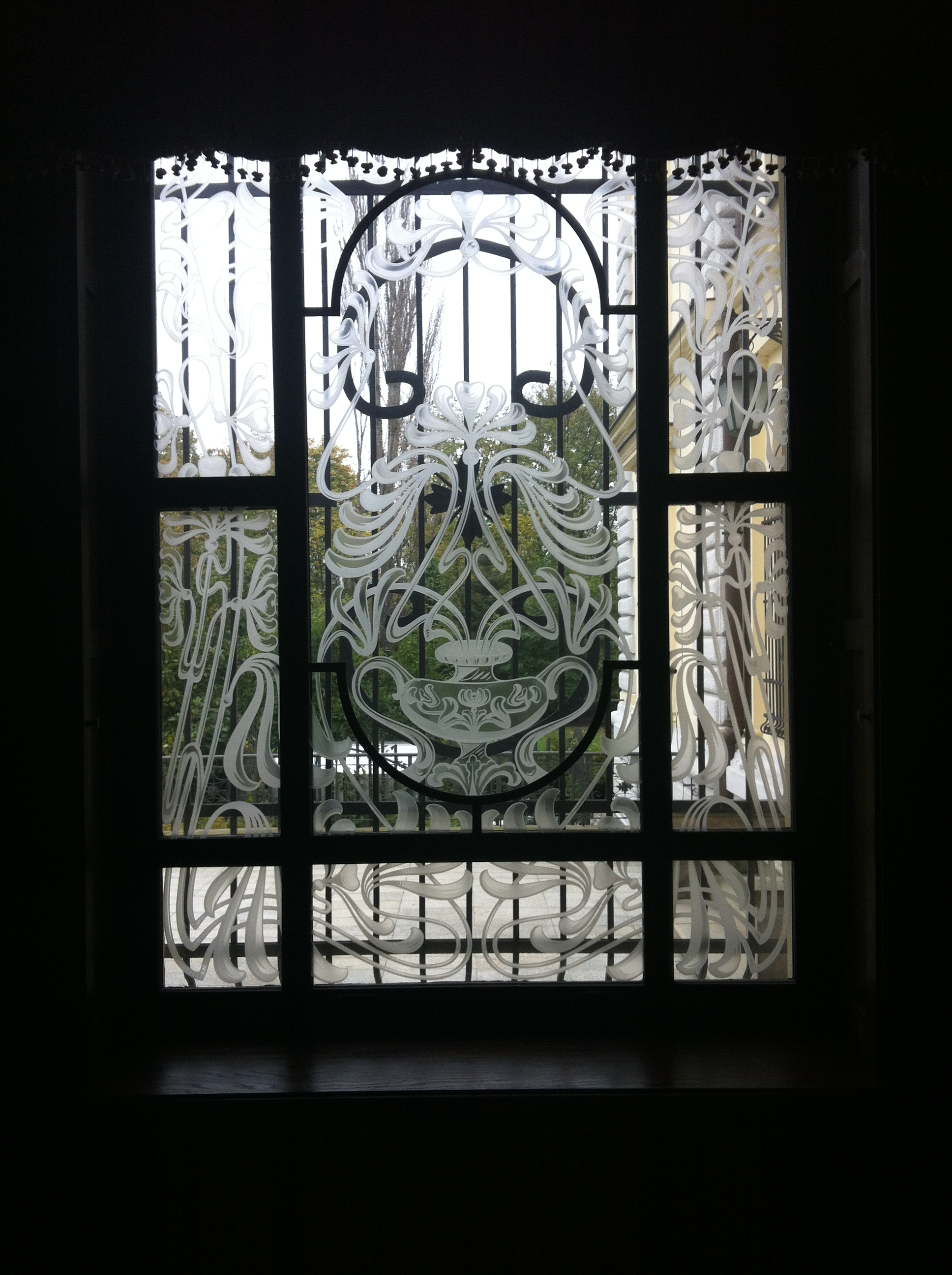
Вилла Хербст (2014) - декоративное стеклянное окно